# المر هیرش
المر هیرش (رومانیایی: Elemer Hirsch; ۱۴ مهٔ ۱۸۹۵ – ۱۷ مهٔ ۱۹۵۳) بازیکن فوتبال اهل رومانی بود.
از باشگاه‌هایی که در آن بازی کرده‌است می‌توان به باشگاه فوتبال سی‌اف‌آر کلوژ اشاره کرد.
وی همچنین در تیم ملی فوتبال رومانی بازی کرده‌است.